# Miroslav Bošković
Miroslav Bošković (srbskou cyrilicí Мирослав Бошковић; 3. ledna 1947 Bělehrad – 17. srpna 2023, Danilovgrad) byl jugoslávský fotbalista srbské národnosti, obránce.

## Fotbalová kariéra
Začínal v týmu NK Zadar. V jugoslávské lize hrál za Hajduk Split a od roku 1973 hrál dvě sezóny za Partizan Bělehrad. V jugoslávské lize nastoupil ve 174 ligových utkáních, dal 10 gólů a s Hajdukem vyhrál jednou ligu a třikrát pohár. V roce 1975 přestoupil do francouzského týmu Angers SCO, v Ligue 1 nastoupil v 19 utkáních. Kariéru končil v bělehradském FK Sinđelić. V Poháru mistrů evropských zemí nastoupil ve 2 utkáních, v Poháru vítězů pohárů v 10 utkáních a dal 1 gól a ve Veletržním poháru nastoupil v 1 utkání. Celkem za reprezentaci Jugoslávie nastoupil v letech 1968-1972 v 6 utkáních.

## Ligová bilance
| Ročník                          | Zápasy | Góly | Klub              |
| ------------------------------- | ------ | ---- | ----------------- |
| Jugoslávská Prva liga 1965/1966 | 21     | 1    | Hajduk Split      |
| Jugoslávská Prva liga 1966/1967 | 13     | 0    | Hajduk Split      |
| Jugoslávská Prva liga 1967/1968 | 26     | 2    | Hajduk Split      |
| Jugoslávská Prva liga 1968/1969 | 32     | 3    | Hajduk Split      |
| Jugoslávská Prva liga 1969/1970 | 10     | 0    | Hajduk Split      |
| Jugoslávská Prva liga 1970/1971 | 16     | 1    | Hajduk Split      |
| Jugoslávská Prva liga 1971/1972 | 28     | 2    | Hajduk Split      |
| Jugoslávská Prva liga 1972/1973 | 29     | 2    | Hajduk Split      |
| Jugoslávská Prva liga 1973/1974 | 21     | 4    | Partizan Bělehrad |
| Jugoslávská Prva liga 1974/1975 | 16     | 0    | Partizan Bělehrad |
| Ligue 2 1975/1976               | 27     | 1    | Angers SCO        |
| Ligue 1 1976/1977               | 19     | 0    | Angers SCO        |
| Ligue 2 1977/1978               | 16     | 3    | Angers SCO        |
| CELKEM 1. jugoslávská liga      | 212    | 15   |                   |
| CELKEM Ligue 1                  | 19     | 0    |                   |